# Natação no Campeonato Europeu de Esportes Aquáticos de 2021 - 50 m peito feminino
A prova dos 50 metros peito feminino da natação no Campeonato Europeu de Esportes Aquáticos de 2021 ocorreu nos dias 22 e 23 de maio na Arena Danúbio, em Budapeste na Hungria.

## Calendário
| Fase          | Data       | Hora  |
| ------------- | ---------- | ----- |
| Eliminatórias | 22 de maio | 10:52 |
| Semifinal     | 22 de maio | 18:57 |
| Final         | 23 de maio | 18:10 |

Todos os horários estão no horário local (UTC+1)

## Recordes
Antes desta competição, os recordes eram os seguintes:
|                       | Nadadora        | Tempo | Local     | Data                |
| --------------------- | --------------- | ----- | --------- | ------------------- |
| Recorde mundial       | Lilly King      | 29.40 | Budapeste | 25 de julho de 2017 |
| Recorde europeu       | Rūta Meilutytė  | 29.48 | Barcelona | 3 de agosto de 2013 |
| Recorde do campeonato | Yuliya Yefimova | 29.66 | Glasgow   | 8 de agosto de 2018 |

Os seguintes novos recordes foram estabelecidos durante esta competição. 
| Data       | Prova         | Nadadora         | Nacionalidade | Tempo | Recordes              |
| ---------- | ------------- | ---------------- | ------------- | ----- | --------------------- |
| 22 de maio | Eliminatórias | Benedetta Pilato | Itália        | 29.50 | Recorde do campeonato |
| 22 de maio | Semifinal     | Benedetta Pilato | Itália        | 29.30 | ,                     |

## Medalhistas
| Ouro                   | Prata            | Bronze                |
| Benedetta Pilato (ITA) | Ida Hulkko (FIN) | Yuliya Yefimova (RUS) |

## Resultados

### Eliminatórias
Esses foram os resultados das eliminatórias.
| Pos. | Bateria | Raia | Nadadora               | Nacionalidade | Tempo | Notas   |
| ---- | ------- | ---- | ---------------------- | ------------- | ----- | ------- |
| 1    | 6       | 4    | Benedetta Pilato       | Itália        | 29.50 | Q, WJR, |
| 2    | 4       | 5    | Arianna Castiglioni    | Itália        | 30.15 | Q       |
| 3    | 6       | 5    | Ida Hulkko             | Finlândia     | 30.40 | Q       |
| 4    | 5       | 5    | Sophie Hansson         | Suécia        | 30.46 | Q       |
| 5    | 5       | 4    | Yuliya Yefimova        | Rússia        | 30.55 | Q       |
| 6    | 4       | 4    | Martina Carraro        | Itália        | 30.57 |         |
| 7    | 6       | 6    | Sarah Vasey            | Reino Unido   | 30.58 | Q       |
| 8    | 5       | 3    | Rosey Metz             | Países Baixos | 30.63 | Q       |
| 9    | 5       | 2    | Emelie Fast            | Suécia        | 30.64 | Q       |
| 10   | 6       | 3    | Alina Zmushka          | Bielorrússia  | 30.81 | Q       |
| 11   | 6       | 2    | Eneli Jefimova         | Estónia       | 30.83 | Q,      |
| 12   | 5       | 8    | Veera Kivirinta        | Finlândia     | 30.95 | Q       |
| 13   | 4       | 3    | Tatiana Belonogoff     | Rússia        | 31.05 | Q       |
| 14   | 5       | 7    | Anna Sztankovics       | Hungria       | 31.09 | Q       |
| 15   | 3       | 7    | Klara Thormalm         | Suécia        | 31.12 |         |
| 16   | 2       | 3    | Ema Rajić              | Croácia       | 31.19 | Q,      |
| 17   | 4       | 8    | Jenna Laukkanen        | Finlândia     | 31.28 |         |
| 18   | 4       | 7    | Lisa Angiolini         | Itália        | 31.39 |         |
| 19   | 6       | 8    | Lisa Mamie             | Suíça         | 31.42 | Q       |
| 20   | 6       | 0    | Jessica Steiger        | Alemanha      | 31.46 | Q       |
| 21   | 5       | 1    | Kotryna Teterevkova    | Lituânia      | 31.51 |         |
| 22   | 4       | 0    | Maria-Thaleia Drasidou | Grécia        | 31.55 |         |
| 22   | 5       | 9    | Anne Louise Palmans    | Países Baixos | 31.55 |         |
| 24   | 3       | 5    | Andrea Podmaníková     | Eslováquia    | 31.69 |         |
| 25   | 6       | 9    | Maria Romanjuk         | Estónia       | 31.70 |         |
| 26   | 4       | 1    | Dominika Sztandera     | Polónia       | 31.75 |         |
| 27   | 3       | 4    | Petra Halmai           | Hungria       | 31.78 |         |
| 28   | 4       | 2    | Tes Schouten           | Países Baixos | 31.82 |         |
| 29   | 5       | 6    | Evgeniia Chikunova     | Rússia        | 31.90 |         |
| 30   | 3       | 9    | Niamh Coyne            | Irlanda       | 31.99 |         |
| 31   | 4       | 6    | Jessica Vall           | Espanha       | 32.05 |         |
| 32   | 6       | 1    | Fleur Vermeiren        | Bélgica       | 32.08 |         |
| 33   | 3       | 6    | Thea Blomsterberg      | Dinamarca     | 32.12 |         |
| 33   | 2       | 4    | Arina Sisojeva         | Letônia       | 32.12 |         |
| 35   | 4       | 9    | Hannah Brunzell        | Suécia        | 32.18 |         |
| 35   | 6       | 7    | Maria Temnikova        | Rússia        | 32.18 |         |
| 37   | 3       | 0    | Siiri Einioe           | Finlândia     | 32.20 |         |
| 37   | 3       | 8    | Lena Kreundl           | Áustria       | 32.20 |         |
| 39   | 3       | 1    | Justine Delmas         | França        | 32.23 |         |
| 40   | 2       | 6    | Anastasia Basisto      | Moldávia      | 32.28 |         |
| 41   | 3       | 3    | Diana Petkova          | Bulgária      | 32.29 |         |
| 42   | 1       | 4    | Bente Fischer          | Alemanha      | 32.31 |         |
| 42   | 5       | 0    | Cornelia Pammer        | Áustria       | 32.31 |         |
| 44   | 2       | 5    | Alina Tkachenko        | Ucrânia       | 32.35 |         |
| 45   | 2       | 8    | Clara Rybak-Andersen   | Dinamarca     | 32.42 |         |
| 46   | 3       | 2    | Tjaša Vozel            | Eslovênia     | 32.47 |         |
| 47   | 2       | 1    | Alíz Kalmár            | Hungria       | 32.67 |         |
| 48   | 2       | 2    | Nina Vadovičová        | Eslováquia    | 32.73 |         |
| 49   | 2       | 7    | Hazal Özkan            | Turquia       | 32.90 |         |
| 50   | 1       | 5    | Nikoleta Trníková      | Eslováquia    | 33.59 |         |
| 51   | 1       | 3    | Nàdia Tudó             | Andorra       | 33.79 |         |

### Semifinal
Esses foram os resultados das semifinais.
Semifinal 1
| Pos. | Raia | Nadadora            | Nacionalidade | Tempo | Notas            |
| ---- | ---- | ------------------- | ------------- | ----- | ---------------- |
| 1    | 3    | Sarah Vasey         | Reino Unido   | 30.35 | Q                |
| 2    | 4    | Arianna Castiglioni | Itália        | 30.44 | Q                |
| 3    | 5    | Sophie Hansson      | Suécia        | 30.53 | q                |
| 4    | 7    | Tatiana Belonogoff  | Rússia        | 30.84 | q                |
| 5    | 6    | Emelie Fast         | Suécia        | 30.88 |                  |
| 6    | 2    | Eneli Jefimova      | Estónia       | 30.97 |                  |
| 7    | 1    | Ema Rajić           | Croácia       | 31.04 | Recorde nacional |
| 8    | 8    | Jessica Steiger     | Alemanha      | 31.37 |                  |

Semifinal 2
| Pos. | Raia | Nadadora         | Nacionalidade | Tempo | Notas |
| ---- | ---- | ---------------- | ------------- | ----- | ----- |
| 1    | 4    | Benedetta Pilato | Itália        | 29.30 | Q,    |
| 2    | 3    | Yuliya Yefimova  | Rússia        | 30.25 | Q     |
| 3    | 5    | Ida Hulkko       | Finlândia     | 30.39 | q     |
| 4    | 7    | Veera Kivirinta  | Finlândia     | 30.76 | q     |
| 5    | 6    | Rosey Metz       | Países Baixos | 30.90 |       |
| 6    | 2    | Alina Zmushka    | Bielorrússia  | 30.91 |       |
| 7    | 1    | Anna Sztankovics | Hungria       | 31.04 |       |
| 8    | 8    | Lisa Mamie       | Suíça         | 31.51 |       |

### Final
Esse foi o resultado da final.
| Pos.              | Raia | Nadadora            | Nacionalidade | Tempo | Notas            |
| ----------------- | ---- | ------------------- | ------------- | ----- | ---------------- |
| Medalha de ouro   | 4    | Benedetta Pilato    | Itália        | 29.35 |                  |
| Medalha de prata  | 6    | Ida Hulkko          | Finlândia     | 30.19 | Recorde nacional |
| Medalha de bronze | 5    | Yuliya Yefimova     | Rússia        | 30.22 |                  |
| 4                 | 3    | Sarah Vasey         | Reino Unido   | 30.23 |                  |
| 5                 | 7    | Sophie Hansson      | Suécia        | 30.31 |                  |
| 6                 | 2    | Arianna Castiglioni | Itália        | 30.35 |                  |
| 7                 | 1    | Veera Kivirinta     | Finlândia     | 30.72 |                  |
| 8                 | 8    | Tatiana Belonogoff  | Rússia        | 30.77 |                  |

Legenda
| Recorde mundial       | Recorde mundial (World record)               |                       | Recorde africano                      | Recorde africano (African) |                                           | Q | Classificado por posição (Qualified) |
| Recorde do campeonato | Recorde do campeonato (Championship record)  | Recorde da América    | Recorde da América (Americas)         | q                          | Classificado por melhor tempo (Qualified) |   |                                      |
| Melhor marca do ano   | Melhor marca do ano (World leading)          | Recorde asiático      | Recorde asiático (Asian)              | DNS                        | Não largou (Did not start)                |   |                                      |
| Recorde nacional      | Recorde nacional (National record)           | Recorde europeu       | Recorde europeu (European)            | DNF                        | Não terminou (Did not finish)             |   |                                      |
| Recorde pessoal       | Recorde pessoal do atleta (Personal best)    | Recorde da Oceania    | Recorde da Oceania (Oceania)          | DSQ / DQ                   | Desclassificado (Disqualified)            |   |                                      |
| Recorde da temporada  | Recorde da temporada do atleta (Season best) | Recorde sul-americano | Recorde sul-americano (South America) | NM                         | Sem marca (No mark)                       |   |                                      |